# Língua araki
Araki é uma língua quase extinta falada na pequena ilha Araki ([ˈɾaki]), ao sul da ilha de Espiritu Santo em Vanuatu. A língua Araki foi sendo gradualmente substituída pela língua tangoa, falada numa ilha vizinha.

## Escrita
A língua Araki usa o alfabeto latino sem as letras B, C, D, F, G, Q, W, X, Y, Z; apresenta adicionalmente as letras M, P, V com trema e a letra R com barra.

## Amostra de texto
R̄uai, Raki mo roho r̄o v̈ahasun Okava. Mo re lo ran mo hese, mo v̈eia hanhan mo hese Raki. Mara Naur̄alap̈a mo sivosivo mo velu r̄o kia. Mo velu, rai nohosu mo r̄oho r̄o. Naurālap̈a mo rongo leoro r̄o.
Português
Antes, Araki se situava ali, na (frente), em Hog Harbour. Um dia, houve uma grande festa em Araki, é o que dizem. As pessoas de Santo foram lá para dançar. Como eles dançavam, aqueles que estavam no continente (Santo) podiam ouvir suas vozes.